# Kellys Arias
Kellys Yesenia Arias Figueroa (* 3. Juli 1989 in Maicao) ist eine kolumbianische Langstreckenläuferin, die auf die Marathondistanz spezialisiert ist. 

## Sportliche Laufbahn
Erste internationale Erfahrungen außerhalb Kolumbiens sammelte Kellys Arias beim Toronto Waterfront Marathon 2015, bei dem sie in 2:32:32 h auf den siebten Platz gelangte. Im Jahr darauf nahm sie an den Halbmarathon-Weltmeisterschaften in Cardiff teil und erreichte dort mit neuem Landesrekord von 1:11:21 h den elften Platz. Zudem siegte sie anschließend auch beim Panama-Stadt Halbmarathon in 1:15:20 h. Beim Hamburg-Marathon 2016 lief sie ebenfalls neuen Landesrekord von 2:29:36 h und kam damit auf Rang sechs und qualifizierte sich zudem für die Olympischen Spiele in Rio de Janeiro. Ihren Lauf konnte sie dort aber nicht beenden. Im November nahm sie am New York-Marathon teil und lief dort in 2:39:14 h auf Platz 13 ein.
2017 kam sie beim Medellín-Halbmarathon auf den dritten Platz und im Herbst wurde sie beim Valencia-Marathon in 2:33:48 h Siebte. 2018 nahm sie im 10.000-Meter-Lauf an den Zentralamerika- und Karibikspielen im heimischen Barranquilla teil und belegte dort in 35:01,57 min den fünften Platz. Anfang April startete sie beim Boston-Marathon, konnte diesen aber nicht beenden.
Am 8. Juli 2018 gewann Arias den 10.000-Meter-Lauf in 34:39:32 bei den kolumbianischen Meisterschaften im Rafael Cotes Municipal Stadion in Barranquilla. 
Beim Valencia-Marathon im Dezember 2020 wurde Arias mit einer Zeit von 2:30:12 21. des stark besetzten Teilnehmerfeldes.

## Persönliche Bestleistungen
- 5000 Meter: 16:44,79 min, 8. Juli 2018 in Barranquilla
- 10.000 Meter: 34:39,32 min, 7. Juli 2018 in Barranquilla
- Halbmarathon: 1:11:21 h, 26. März 2016 in Cardiff (Kolumbianischer Rekord)
- Marathon: 2:29:36 h, 17. April 2016 in Hamburg (Kolumbianischer Rekord)